# Xã Leaf Mountain, Quận Burke, Bắc Dakota
Xã Leaf Mountain (tiếng Anh: Leaf Mountain Township) là một xã thuộc quận Burke, tiểu bang Bắc Dakota, Hoa Kỳ. Năm 2010, dân số của xã này là 21 người.